# Benjamin Sehene
Benjamin Sehene, född 1959 i Kigali, Rwanda, är en rwandisk författare. Han har skrivit mycket om folkmordet i Rwanda.
Sehene är tutsi. Hans familj flydde från Rwanda till Uganda 1963. I början på 1980-talet studerade på Universitetet i Paris, innan han emigrerade till Kanada 1984. Han bor för närvarande i Paris. Han är medlem i PEN.